# Saint-Malo-en-Donziois
Saint-Malo-en-Donziois – miejscowość i gmina we Francji, w regionie Burgundia-Franche-Comté, w departamencie Nièvre.
Według danych na rok 1990 gminę zamieszkiwało 121 osób, a gęstość zaludnienia wynosiła 8 osób/km² (wśród 2044 gmin Burgundii Saint-Malo-en-Donziois plasuje się na 789. miejscu pod względem liczby ludności, natomiast pod względem powierzchni na miejscu 639.).